# Специализированная библиотека

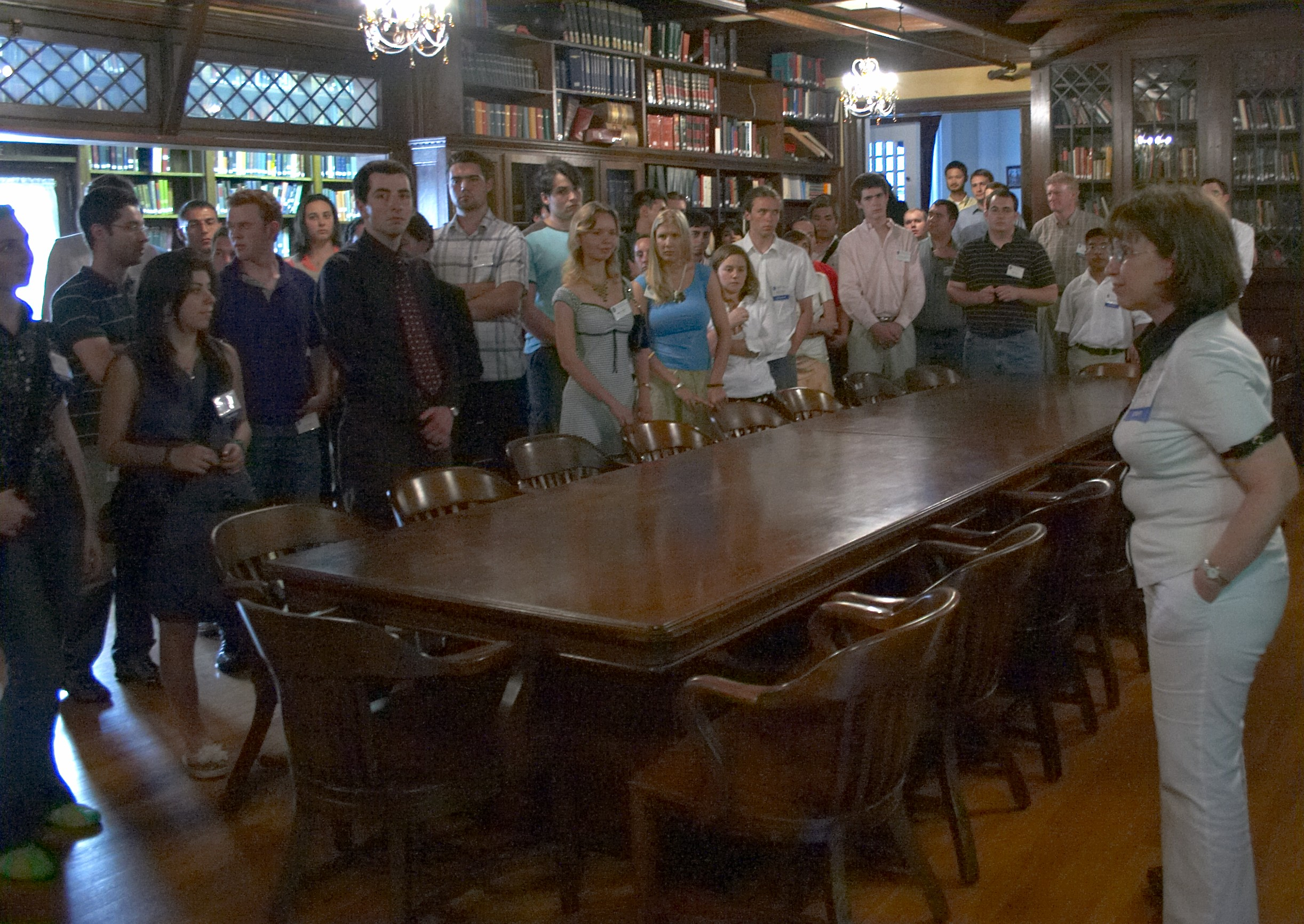
Специализированная библиотека в Австрии

Специализи́рованная библиоте́ка — это библиотека, специализирующаяся на книгах определенной тематики; а также иногда обеспечивающая специализированные услуги клиентам. Эти библиотеки выбирают и закупают документы, а также другие справочные материалы в конкретной области знаний. Специализированные библиотеки, в отличие от других, дают клиентам точную техническую информацию в кратчайшие сроки.
Специализированные библиотеки могут быть: корпоративными, юридическими, федеральными, медицинскими, военными, музыкальными, транспортными, музейными, новостными, библиотеками искусств, философскими.
Частные библиотеки в некотором смысле тоже являются специализированными, так как диапазон книг в них ограничен интересами человека (часто эти книги объединяет одна или несколько тем).
Американская библиотечная ассоциация (ALA) определяет специализированные библиотеки как: «библиотеки, созданные, поддерживаемые и управляемые коммерческой фирмой, частной корпорацией, ассоциацией, государственным агентством или другой группой или организацией, которая базируется на конкретной теме для удовлетворения информационных потребностей своих клиентов». ЮНЕСКО определяет их как «те библиотеки, которые зависят от ассоциации, официальной службы, департамента, исследовательского центра, научного общества, профессиональной ассоциации, музея, компании или любого другого типа организации, чьи материалы принадлежат главным образом к определенной теме, например, естественные науки, общественные науки, история и т.д.».

## Ассоциации библиотек
Понятие «специализированные библиотеки» как особая категория библиотек появилось в Соединенном Королевстве и Соединенных Штатах в XIX веке. Развитие различных специализированных библиотечных ассоциаций привело к созданию Американской библиотечной ассоциации (ALA) в 1876 году. Медицинская библиотечная ассоциация была основана в 1898 году, за ней последовала Американская ассоциация юридических библиотек (AALL) в 1906 году. Ассоциация специализированных библиотек (SLA), в которую входят корпоративные библиотеки, была основана в 1909 году и насчитывала 20 библиотекарей.
Основным профессиональным объединением специализированных библиотек является Ассоциация специальных библиотек, которая имеет штаб-квартиры в Канаде, США и Европе. Британский Институт дипломированных специалистов по библиотекам и Австралийская библиотечно-информационная ассоциация также имеют подразделения специализированных библиотек. Существуют также ассоциации, предназначенные для поддержки специализированных библиотек в определенных областях. Это:
- Американская ассоциация юридических библиотек
- Американская теологическая библиотечная ассоциация
- Международная ассоциация водных и морских научных библиотек и информационных центров
- Международная ассоциация музыкальных библиотек, архивов и центров документации
- Ассоциация британских богословских и философских библиотек
- Ассоциация медицинских библиотек
- Ассоциация музыкальных библиотек

## Типы специализированных библиотек

### Корпоративные библиотеки
Корпоративная библиотека - это специальная библиотека, обслуживающая сотрудников корпорации. Информационные услуги, предоставляемые корпоративными библиотеками, экономят время сотрудников и могут помочь в конкурентной разведывательной работе.

### Юридические библиотеки
Юридические библиотеки предназначены для оказания помощи студентам юридических факультетов, адвокатам, судьям и их юристам, а также другим лицам, проводящим юридические исследования, включая представителей широкой общественности. Большинство юридических библиотек прикреплены к юридическим факультетам, частным юридическим фирмам или государственным судам для использования клиентами соответствующего учебного заведения, хотя в некоторых университетских библиотеках также имеется специальный юридический отдел. Коллекции юридических библиотек составлены с учетом конкретных правовых интересов учреждения, с которым они связаны, и могут не иметь обширной коллекции, выходящей за рамки этой сферы. Требования к образованию юридических библиотекарей различаются по типам юридических библиотек. Академические библиотекари-юристы, предоставляющие справочную информацию, скорее всего, будут иметь степень магистра библиотековедения и доктора юридических наук. Библиотекари юридических фирм, напротив, часто имеют только степень в области библиотековедения. Требование двойной степени в юридической библиотеке широко обсуждается в последние годы, учитывая, например, что библиотекари в медицинских или деловых библиотеках не обязаны иметь высшее образование в предметных дисциплинах. Юридические справочные услуги, доступные широкой общественности, обычно крайне ограничены из-за правовых ограничений на предоставление юридических консультаций лицам, не являющимся адвокатами. Изучение правовых вопросов допустимо, но прямой запрос на юридическую консультацию выходит за рамки разрешенной законом помощи юридической библиотеки. Самое большее, что может сделать библиотекарь юридической библиотеки, это помочь в поиске справочных материалов, но ему не разрешается предоставлять юридические консультации на основе библиотечных материалов.
В настоящее время крупнейшей юридической библиотекой в мире является Юридическая библиотека Конгресса Соединенных Штатов Америки. Она была открыта в 1832 году и стала отделением главной Библиотеки Конгресса, где работал первый юрисконсульт Конгресса Чарльз Генри Уортон Миэхан. Первоначально библиотека обслуживала только членов Конгресса Соединенных Штатов и Верховного суда Соединенных Штатов, но с тех пор расширилась и стала обслуживать широкую общественность и различные государственные учреждения. В настоящее время фонд библиотеки насчитывает около 2,65 млн. единиц хранения, включая материалы как по законодательству Соединенных Штатов, так и по правовым ресурсам для различных юрисдикций по всему миру. В сборник также включены материалы об истории права, восходящей к началу существования самых примитивных правовых систем в области общего, религиозного, гражданского, обычного и социалистического права.

### Федеральные библиотеки
Федеральные библиотеки — это библиотеки федерального правительства. В Соединенных Штатах наиболее известной является Библиотека Конгресса, но в федеральном правительстве США "насчитывается более 1100 библиотек".
Библиотека Конгресса США управляет Федеральной библиотечно-информационной сетью (ФБИС) в качестве консорциума федеральных государственных библиотек США, предлагая закупки, обучение и совместное использование ресурсов. Миссия (ФБИС) заключается в "достижении оптимального использования ресурсов и средств федеральных библиотек и информационных центров путем развития общих служб, координации и совместного использования имеющихся ресурсов, а также обеспечения непрерывного профессионального образования для сотрудников федеральных библиотек и информационных центров". В других странах существуют федеральные государственные библиотеки, которые включают как свои национальные библиотеки, так и функциональные библиотеки, поддерживающие конкретные компоненты федерального правительства национального государства.

### Медицинские библиотеки
Медицинские библиотеки, также известные как больничные библиотеки или библиотеки здоровья, предназначены для удовлетворения потребностей врачей, медицинских работников, исследователей, студентов медицинских вузов, пациентов и потребителей, заинтересованных в медицинской сфере. Большинство медицинских библиотек предназначены для оказания помощи активным медицинским работникам, исследователям и общественности, заинтересованным в исследованиях в области медицины, и размещаются в больницах, медицинских научно-исследовательских учреждениях, медицинских учебных заведениях и аналогичных учреждениях. Подобно юридическим библиотекам, большинство медицинских библиотекарей имеют ученые степени в области биологии или медицины вместо формальной библиотечной подготовки или в дополнение к ней, и специфика медицинского библиотечного фонда зависит от области или вида обслуживания, в которой специализируется учреждение библиотеки.
Некоторые больницы также имеют библиотеку, специально предназначенную для развлечений и отдыха пациентов, а не для исследований, образования или профессионального развития, и эти библиотеки обычно функционируют аналогично публичным библиотекам, хотя их фонды могут быть ориентированы на тематические или связанные с медициной работы.

### Военные библиотеки
Военные библиотеки предназначены для удовлетворения потребностей военнослужащих национальных вооруженных сил и другого персонала, прикрепленного к той части или базе, частью которой является библиотека. Главная задача военных библиотек заключается в оказании помощи военнослужащим в получении доступа к ресурсам для профессионального развития, личного образования и отдыха. Военные библиотеки, прикрепленные к военным базам, часто содержат коллекции и услуги для семей военнослужащих, приписанных к базе, а также могут хранить информацию об истории базы, частях и подразделениях, приписанных к ней, и видных людях. Другим военным библиотекам поручено оказывать непосредственную поддержку военным операциям путем предоставления доступа к соответствующим ресурсам или организации и распространения информации, непосредственно связанной с деятельностью воинской части или организации. В зависимости от конкретных обязанностей библиотеки, военные библиотеки могут быть укомплектованы гражданскими библиотекарями, военнослужащими, прошедшими библиотечную или организационную подготовку, или теми и другими.

### Музыкальные библиотеки
Музыкальные библиотеки предназначены для удовлетворения потребностей музыкантов и музыковедов, а также вещательных органов, оркестровых, оперных и хоровых коллективов, музыкальных издателей и поставщиков и музыкальных библиотекарей. Основная ответственность музыкальных библиотек заключается в сборе музыкальных партитур, записей спектаклей, критики, комментариев и научных работ по развитию музыки, как композиционного, так и исполнительского искусства. Музыкальные библиотеки документируют музыку как искусство во всем ее многообразии форм и жанров. Музыкальные библиотеки содержат музыкальные партитуры, рукописи, статьи и записи. Музыкальные библиотеки существуют в академических и культурных учреждениях, а также в компаниях, занимающихся музыкальным бизнесом.

### Транспортные библиотеки
Транспортные библиотеки предназначены для поддержки исследований, изысканий и распространения информации, связанной с транспортом. Они предоставляют ресурсы, связанные с политикой, правилами, операциями и другими аспектами транспортировки. Пользователями транспортных библиотек являются инженеры, градостроители, подрядчики, научные работники и широкая общественность. Транспортные библиотеки расположены на федеральном уровне, уровне штатов и местном уровне власти, а также в университетах и научно-исследовательских институтах. Основные транспортные библиотеки можно найти в США, Канаде, Великобритании, Швеции, Австралии и Японии.

### Музейные библиотеки
Музейные библиотеки являются библиотеками при музеях. Как и любая другая специальная библиотека, музейные библиотеки имеют свои особенности традиционных библиотек, но в отличие от публичных или академических библиотек обладают и другими характеристиками. Музейные библиотеки часто ассоциируются с публичным музеем или учреждением, основная цель которого заключается в предоставлении исторической и образовательной информации широкой общественности. В отличие от традиционных библиотек, многие музейные библиотеки являются более закрытыми и скрытыми от глаз общественности в связи с их основной целью как научной библиотеки для музейных работников и профессиональных исследователей. В связи с этим, пользователи должны часто назначать встречи и получать через них специальный доступ для сотрудников библиотеки или других музеев. Хотя это не означает, что все музейные библиотеки недоступны для всеобщего пользования. Такие музейные библиотеки, как Ryerson & Burnham Института искусств Чикаго и Nolen Library Метрополитен-музея современного искусства Нью-Йорка, предоставляют доступ общественности в открытое время.
Еще одним существенным отличием этого типа специальной библиотеки от других традиционных библиотек является то, что музейные библиотеки обычно фокусируются на одном предмете или области изучения, а не на всех предметных областях. К таким областям деятельности библиотек учебных музеев относятся искусство, история, наука и другие, более специфические области. Эти области, на которых сосредоточены библиотеки, также зависят от того, в каком музее они работают и с каким музеем связаны. Библиотеки MET и Института искусств Чикаго, оба художественных музея, специализируются на искусстве и его истории. В то время как Национальный музей естественной истории Библиотека Вашингтона (округ Колумбия) уделяет особое внимание естественной истории благодаря сотрудничеству с одноименным музеем. Музеи и библиотеки сотрудничают и работают друг с другом в целях обеспечения надлежащего функционирования. Без одного, другой не смог бы выжить.
Организации, которые оказывают поддержку тем, кто работает в рамках музейных библиотек, включают Институт музейного и библиотечного обслуживания и Комитет по архивам, библиотекам и музеям.

### Библиотеки исправительных учреждений
Библиотеки исправительных учреждений или тюремные библиотеки выполняют ряд функций в тюремном сообществе. Они являются источником развлечений для заключенных, местом для изучения судебных дел и способствуют получению образования. Поскольку многие заключенные часто имеют низкий уровень грамотности, библиотеки исправительных учреждений иногда предлагают услуги репетиторов из числа гражданских добровольцев, учителей или других заключенных. Библиотеки исправительных учреждений обычно имеют одного-двух библиотекарей и работников исправительных учреждений, но могут также иметь в своем штате технического специалиста или помощника. Библиотекари исправительных учреждений могут обратиться за помощью к нескольким различным организациям. Американская библиотечная ассоциация и Ассоциация специализированных и кооперативных библиотечных агентств предлагают ценные ресурсы для тюремных библиотекарей.

### Библиотеки новостей
Библиотеки новостей содержат подборки новостных статей и новостных материалов. Архивы газет, журналов и других периодических изданий, которые печатаются для ознакомления в публичных библиотеках, в некоторых европейских странах можно назвать "Гемеротекой". Термин также относится к архиву или коллекции газет, журналов и других журналистских публикаций определенного типа, таких как документальные архивы издателей. Этот термин также используется для обозначения архивов последних веб-страниц.

### Библиотеки исполнительского искусства
Библиотека исполнительских видов искусства специализируется на сборе материалов, относящихся к любой фракции исполнительского искусства, включая музыку, театр, танцы, фильмы и записанные звуки. Как правило, эти библиотеки открыты для посещения, хотя посетителям разрешено изучать эти материалы только в самой библиотеке. Причина этого кроется в том, насколько редки и уязвимы некоторые из этих ресурсов. Библиотеки такого типа обычно организуются подразделениями, каждое из которых содержит материалы, связанные с вышеупомянутыми формами искусства, такие как фотографии, программы, обзоры, видеозаписи, газетные статьи, дизайн костюмов, плакаты, финансовые записи, аудиозаписи (музыкальные и не музыкальные), ноты, рукописи, портреты и даже печатные материалы (книги и периодические издания).
По мере того, как библиотеки адаптируются к цифровой эпохе, библиотеки начинают включать электронные коллекции для посетителей, чтобы получить небольшую выборку того, что входит в физическую библиотечную коллекцию, особенно редкие. Библиотека исполнительского искусства - это обширный и удобный ресурс материалов для изучения как студентами, так и профессионалами. Одним из таких примеров является Нью-Йоркская публичная библиотека исполнительского искусства в Нью-Йорке не только потому, что здесь хранятся сотни тысяч редких материалов, но и потому, что она расположена. Нью-Йоркская школа исполнительского искусства расположена в Центре исполнительского искусства Линкольна, прямо между Столичным оперным театром и Театром Вивиан Бомонт, всего в квартале отсюда.

### Теологические библиотеки
Теологические библиотеки предоставляют множество различных видов ресурсов для оказания помощи в обучении и развитии богословия и религии. Эти библиотеки помогают студентам, преподавателям, сотрудникам и исследователям, используя первичные и вторичные источники, расширять свои знания в области религии и теологии для лучшего понимания их влияния на мир. В рамках категории теологических библиотек разнообразие ресурсов, размещенных в каждом учреждении, варьируется в зависимости от его потребностей и потребностей исследователей. Некоторые теологические библиотеки являются архивными хранилищами исторических коллекций религиозных групп, в то время как другие теологические библиотеки специализируются на более современных ресурсах (книги, видео, журналы и т.д.) для поддержки теологических и религиозных исследований. Из-за редкости некоторых архивных фондов и редких книг, хранящихся в этих хранилищах, правила предоставления и использования каждой библиотеки в значительной степени зависят от типа учреждения, в котором расположена библиотека.
Существует множество учреждений, которые считаются богословскими библиотеками. Некоторые из этих учреждений включают церкви, семинарии, университеты, колледжи и синагоги. Некоторые из наиболее известных богословских библиотек в США находятся на восточном побережье. Эти богословские библиотеки в основном размещаются в университете или семинарии из-за расходов на их содержание. В Университете Дрю в Мэдисоне, Нью-Джерси, находится архив и исторический центр Объединенной методистской церкви. Наряду с архивами около половины из 500 000 томов фонда библиотеки посвящено богословию и религиоведению. Еврейская теологическая семинария в Нью-Йорке располагает коллекцией из 400 000 томов, посвященных религиоведению и богословию, а также архивом документов еврейских общин и известных людей. Принстонская теологическая семинария - еще одна известная теологическая библиотека в Соединенных Штатах. Коллекция библиотеки специализируется во всех областях богословских исследований, включая специальные сборники по гимнологии, пуританизму, ранним американским брошюрам и баптистским противоречиям. Это учреждение открыто для общественности.
Большинство теологических библиотек доступны для использования не только студентами, преподавателями и сотрудниками учебного заведения, но и открыты для использования исследователями и общественностью. Архивные фонды, хранящиеся в этих хранилищах, могут помочь в проведении генеалогических поисков, понимании истории религиозного сообщества и многом другом. Также есть возможность получить материалы по межбиблиотечному абонементу, если посетитель не может приехать в библиотеку лично. Теологические библиотеки поддерживаются Американской ассоциацией теологических библиотек (ААТБ), основанной в 1946 году, со штаб-квартирой в Чикаго, штат Иллинойс. ААТБ управляется выборным советом директоров и насчитывает в своем составе более 800 отдельных лиц, учреждений и филиалов. ААТБ ежемесячно, ежегодно и ежеквартально издает четыре различных журнала. Организация также предоставляет богословским библиотекам доступ к электронным ресурсам (база данных о религиях ААТБ, сериалы ААТБ и католическая периодическая и литературная литература ААТБ), включая онлайновый журнал с открытым доступом, публикуемый ААТБ. На эти печатные и электронные ресурсы подписались тысячи учреждений по всему миру.
Также известны богословские библиотеки, расположенные за рубежом. Библиотека Международного богословского института МТИ в Австрии насчитывает около 25 000 томов по философии и теологии. Одной из самых известных международных богословских библиотек является Ватиканская библиотека, основанная в 1475 году, в которой собраны коллекции не только по теологии и религии, но и по истории, праву, философии и науке. Теологические библиотеки доступны по всему миру для различных исследовательских целей. Они содержат как современные, так и исторические коллекции для содействия пониманию религиозных общин.